# Gnophomyia cryptolabina
Gnophomyia cryptolabina är en tvåvingeart som beskrevs av Edwards 1932. Gnophomyia cryptolabina ingår i släktet Gnophomyia och familjen småharkrankar. Inga underarter finns listade i Catalogue of Life.